# Young Man Running
Young Man Running è il quarto album di Corey Hart pubblicato nel 1988.

## Tracce
1. "Don't Take Me to the Racetrack"
2. "In Your Soul"
3. "Truth Will Set You Free"
4. "Chase the Sun"
5. "So It Goes"
6. "Still in Love"
7. "Spot You in a Coalmine" (with Ruby Turner)
8. "Lone Wolf"
9. "No Love Lost"
10. "Crossfire Caravan"
11. "Chippin' Away"
12. "21" (bonus track for Japanese release only)

## Formazione
- Corey Hart - voce, tastiera
- Russell Boswell - basso
- Gary Breit - tastiera
- Michael Hehir - chitarra
- Andy Hamilton - sassofonista
- Bruce Moffet - batteria